# 12991 Davidgriffiths
12991 Davidgriffiths este o planetă minoră (asteroid), cu un diametru de 3,731 km, din centura de asteroizi. A fost descoperită pe 2 martie 1981 la Observatorul Siding Spring de Schelte J. Bus. 
Obiectul prezintă o orbită caracterizată de o semiaxă mare de 2,9064329 UAi, o excentricitate de 0,01, o înclinație de 1,80312 ° în raport cu ecliptica.